# Rhynchites bacchus
Rhynchites bacchus is een keversoort uit de familie Rhynchitidae. De wetenschappelijke naam is gepubliceerd in 1758 door Linnaeus in de tiende editie van Systema naturae.